# Lance Von Erich
William Kevin Vaughan, maggiormente conosciuto con il ring name Lance Von Erich (Arlington, 24 aprile 1960), è un ex wrestler statunitense.

## Carriera

### Inizi (1984–1985)
Vaughan fu scoperto dai talent scout della World Class Championship Wrestling negli ultimi mesi del 1984. Si allenò per qualche periodo fino a quando Fritz Von Erich lo mandò a fare esperienza nella Pacific Northwest Wrestling di Don Owen a Portland, una federazione affiliata alla National Wrestling Alliance. Lì, lottò come "Ricky Vaughan" da babyface, spesso in coppia con Bobby Jaggers e Billy Jack Haynes. Insieme a quest'ultimo vinse l'NWA Pacific Northwest Tag Team Championship l'11 maggio 1985, sconfiggendo Mega Maharishi e Kendo Nagasaki; successivamente i titoli furono resi vacanti quando Haynes lasciò la compagnia.

### World Class Championship Wrestling (1985–1987)
Nell'ottobre 1985, quando Mike Von Erich era impossibilitato a lottare a causa di una sindrome da shock tossico, Vaughan arrivò nella World Class Championship Wrestling per sostituirlo nel feud in corso con i Fabulous Freebirds. Egli prese il nome Lance Von Erich e fu presentato come "figlio" di Waldo Von Erich, il "fratello" di Fritz Von Erich. In realtà, non esisteva nessuna parentela tra Vaughan, Waldo e la famiglia Von Erich.
Kevin Von Erich, così come la maggior parte della famiglia, era categoricamente contrario a coinvolgere Vaughan come un altro Von Erich, ma Fritz era irremovibile, soprattutto perché Kevin e Kerry lottavano due o tre volte al giorno in vari posti in tutto il territorio del Texas. 
L'inganno faceva sembrare i Von Erich dei bugiardi nei confronti dei loro fan, che normalmente li vedevano come bravi ragazzi che non potevano fare nulla di male.
Il 28 ottobre 1985 Vaughan lottò contro Ric Flair a Fort Worth, Texas, nell'ultimo incontro per il titolo NWA World Heavyweight Championship svoltosi nel territorio della World Class. Il match terminò in no contest quando entrambi i lottatori furono contati fuori dal ring; la World Class si staccò dalla NWA nel febbraio 1986. Il 4 maggio 1986 a The 3rd Annual Von Erich Parade of Champions lottò in coppia con Kerry Von Erich e Steve Simpson sconfiggendo i Fabulous Freebirds per il WCWA World Six-Man Tag Team Championship. Il 1º settembre 1986 prese parte a un torneo per l'assegnazione del vacante WCWA World Tag Team Championship insieme a Chris Adams. Il duo fu sconfitto in finale da Matt Borne e Buzz Sawyer. Lance ebbe la sua rivalsa il 17 novembre 1986, quando in coppia con The Dingo Warrior riuscì a conquistare il titolo strappandolo a Borne & Sawyer. Nell'ottobre 1986 fece una tournée in Giappone nella New Japan Pro-Wrestling, dove sconfisse per squalifica Kengo Kimura.

### Carriera successiva (1987–1996)
Quando nel 1987 chiedendo un aumento non venne nemmeno ricevuto da Fritz, Vaughan si trasferì nella rivale Wild West Wrestling. In un raro caso di rottura della kayfabe, Fritz rivelò in televisione che non esisteva nessuna vera parentela tra la famiglia Von Erich e Vaughan. Dato che il cognome Von Erich era un marchio registrato, Vaughan lottò utilizzando il ring name "Fabulous Lance" dopo aver lasciato la World Class. Successivamente si spostò nella World Wrestling Council di Porto Rico, quando la Wild West Wrestling chiuse i battenti.
Nel maggio 1993, dopo un periodo di pausa, tornò a combattere come Lance Von Erich in federazioni quali International Wrestling Federation e International World Class Championship Wrestling. Nel dicembre 1993 effettuò una tournée in India. Nel 1994 lottò in Sudafrica per la britannica All-Star Wrestling. Nel 1996 fece un tour in Malesia con la National Wrestling Alliance, per poi ritirarsi dal wrestling.

## Titoli e riconoscimenti
- Pacific Northwest Wrestling

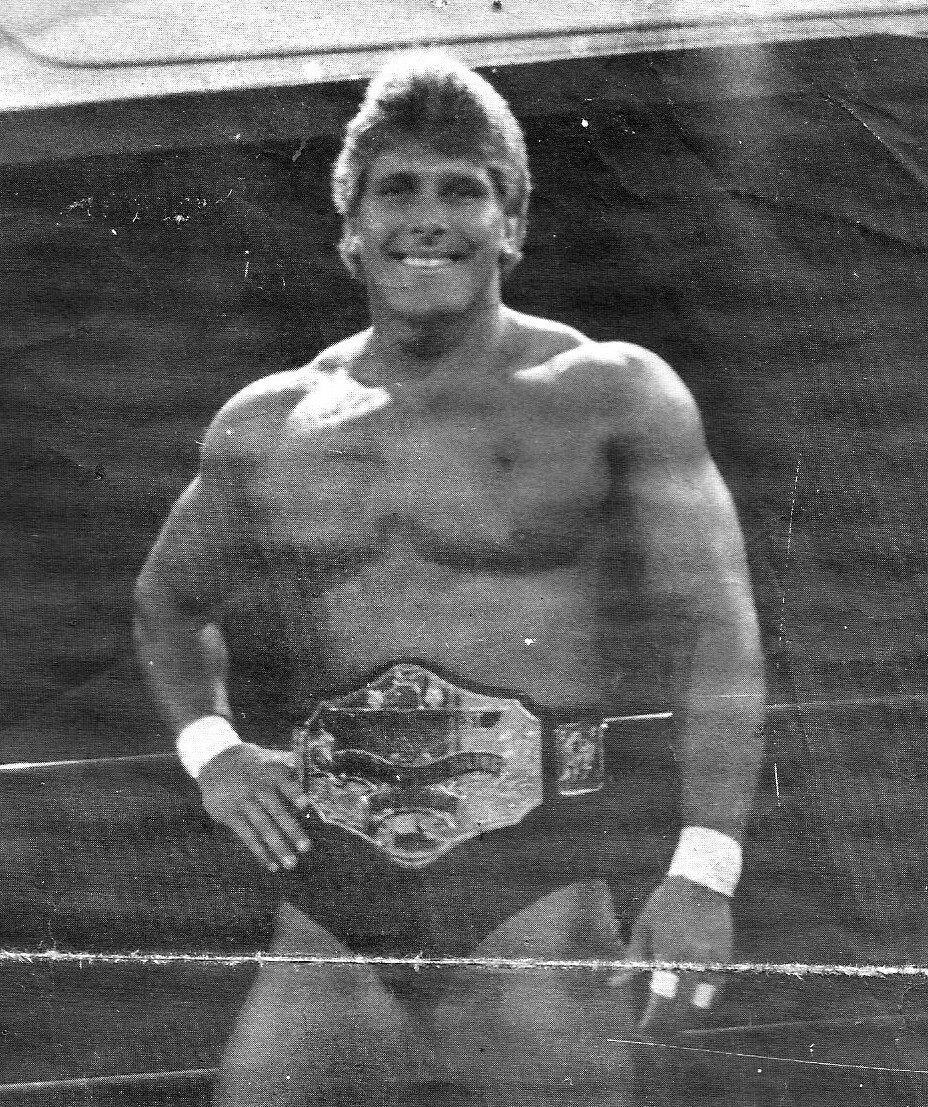
Von Erich come NWA Pacific Northwest Heavyweight Champion nel 1985.

  - NWA Pacific Northwest Heavyweight Championship (1)
  - NWA Pacific Northwest Tag Team Championship (1) - con Billy Jack Haynes[6]
- Pro Wrestling Illustrated
  - 311º nella lista dei migliori 500 wrestler singoli nei PWI 500 del 1991[7]
  - 317º nella lista dei migliori 500 wrestler singoli nei "PWI Years" del 2003[8]
- World Class Wrestling Association
  - WCWA Television Championship (1)[9][10]
  - WCWA World Six-Man Tag Team Championship (2) - con Kerry Von Erich e Kevin Von Erich (1) e con Mike Von Erich e Kevin Von Erich (1)
  - WCWA World Tag Team Championship (1) - con Dingo Warrior[11][12]

## Riferimenti in altri media
Nel 2020 pubblicò la sua autobiografia intitolata Lance By Chance.
Lance è stato interpretato dal wrestler Maxwell Jacob Friedman nel film The Warrior: The Iron Claw del 2023; il suo personaggio appare solo in una breve scena.